# محوطه دنگ حاجی محمد ۱
محوطه دنگ حاجی محمد ۱ مربوط به دوران پارینه‌سنگی است و در شهرستان کوهرنگ، بخش مرکزی، دهستان شوراب تنگزی، ۶/۵ کیلومتری چلگرد، ۱۰۰ متری شرق روستای دهنوی بالا واقع شده و این اثر در تاریخ ۲۷ اسفند ۱۳۸۷ با شمارهٔ ثبت ۲۶۲۹۷ به‌عنوان یکی از آثار ملی ایران به ثبت رسیده است.